# Die Blütezeit der Miss Jean Brodie
Die Blütezeit der Miss Jean Brodie oder Die Lehrerin (Originaltitel: The Prime of Miss Jean Brodie) ist ein Roman der britischen Schriftstellerin Muriel Spark, der 1960 zunächst vollständig im New Yorker veröffentlicht wurde. Spark war die erste britische Autorin, der das angesehene Magazin eine ganze Ausgabe widmete. Die Veröffentlichung in den USA führte dort zu einer breiten öffentlichen Wahrnehmung, nachdem sie in diesem Land zuvor nur wenige Leser gehabt hatte. In Großbritannien erschien der Roman am 14. Oktober 1961, ohne zunächst von den Erfolgen in den USA zu profitieren. Der kurze Roman stellte für Muriel Spark letztlich jedoch den Durchbruch als Autorin dar. Sie selbst bezeichnete den Roman, der insbesondere nach der 1969 erfolgten Verfilmung mit Maggie Smith in der Hauptrolle ein breites Lesepublikum fand, wegen seiner Rolle als zuverlässige Einkommensquelle als ihre „Milchkuh“.
Der nicht chronologisch erzählte Roman, der in Edinburgh in den 1930er Jahren spielt und dessen Protagonistin die exzentrische, dem Faschismus zugeneigte Lehrerin Miss Brodie ist, ist Sparks bekanntestes Werk und gilt als ein Klassiker des 20. Jahrhunderts. Time nahm den Roman in seine Liste der hundert besten englischsprachigen Romane seit 1923 auf. 2015 wählten 82 internationale Literaturkritiker und -wissenschaftler den Roman zu einem der bedeutendsten britischen Romane. Auf Deutsch erschien der Roman in der Übersetzung durch Peter Naujack erstmals 1962 unter dem Titel Die Lehrerin im Zürcher Diogenes Verlag.

## Handlung
Sechs zehnjährige Schülerinnen der Mädchenschule Marcia Blaine, nämlich Sandy, Rose, Mary, Jenny, Monica und Eunice, werden von ihrer Lehrerin Miss Jean Brodie als die Elite ihrer Schülerinnen bezeichnet. Brodie ist entschlossen, ihnen eine Erziehung angedeihen zu lassen, die sie im ursprünglichen Sinn des Wortes „educere“ herausführt und so auf das Leben vorbereitet. Die Betonung liegt dabei auf Führung, denn eines von Miss Brodies Idolen ist Benito Mussolini. Sie erzählt den Mädchen von ihrem persönlichen Liebesleben und ihren Reisen und unterrichtet sie in Kunstgeschichte, Geschichte der Antike und Faschismus. Die sechs Schülerinnen grenzen sich zunehmend vom Rest der Schule ab und werden als die Brodie-Truppe bezeichnet. In einer der Vorausblenden des Romans erfährt der Leser jedoch, dass eine von ihnen eines Tages Brodie verraten und damit ihre Lehrerinnenlaufbahn beenden wird. Jean Brodie wird jedoch nie erfahren, wer dies war.
Im folgenden Schuljahr erhalten die Mädchen Gordon Lowther als Gesangslehrer und als Kunstlehrer den gutaussehenden, einarmigen Kriegsveteranen Teddy Lloyd, einen verheirateten Katholiken mit sechs Kindern. Beide Lehrer fühlen sich zu Jean Brodie hingezogen; sie jedoch zeigt nur für Teddy Lloyd Gefühle. Zwischen Jean Brodie und Teddy Lloyd kommt es jedoch nur zu einem einzigen Kuss, der von Monica zufällig beobachtet wird. Während einer zweiwöchigen Abwesenheit von der Schule beginnt Jean Brodie eine Affäre mit Gordon Lowther mit der Begründung, dass ein Junggeselle einen ehrbareren Geliebten abgebe. In diesem Zeitraum entblößt sich ein Mann vor Jenny. Die polizeiliche Untersuchung des Vorfalls führt dazu, dass Sandy sich als Teil einer fiktiven Polizeieinheit versteht, die belastende Beweise für die Beziehung zwischen Brodie und Lowther sucht.
Die Mädchen werden im Alter von etwa zwölf Jahren zusammen auf die weiterführende Schule versetzt. Jean Brodie bleibt mit ihnen in Kontakt und lädt sie wie früher zu sich nach Hause ein. Die Schuldirektorin Miss Mackay versucht, die Gruppe auseinanderzubrechen und von ihnen belastende Informationen über Jean Brodie zu bekommen, um sie entlassen zu können. Mehrfach hat Miss Mackay Jean Brodie erfolglos nahegelegt, sich an einer fortschrittlicheren Schule zu bewerben.
Als zwei Lehrerinnen, die Schwestern Kerr, gemeinsam beginnen, Mr. Lowthers Haushalt zu versorgen, versucht Brodie, diese mit ihrer extravaganten Küche auszustechen. Die Mädchen besuchen sie jetzt immer zu zweit in Gordon Lowthers Haus, wo Brodie sie in dessen Gegenwart häufig über Teddy Lloyd ausfragt. Sie erzählen, dass Lloyd sie gelegentlich als Modell sitzen lässt, dass die Gesichter auf seinen Gemälden jedoch immer dem Gesicht von Miss Brodie gleichen. Auch Lloyd kann sich jedoch dem Charme der Mädchen nicht entziehen und küsst eines Tages Sandy.
Bevor die Mädchen der Brodie-Truppe sechzehn Jahre alt werden, beschließt Jean Brodie, ihre Loyalität zu testen; Sandy besteht diese Probe. Miss Brodie intrigiert auch, um Rose zu einer Affäre mit Teddy Lloyd zu bewegen. Sie vernachlässigt dabei Gordon Lowther, der schließlich Miss Lockhart heiratet, die Naturwissenschaftslehrerin. Eine andere Schülerin, Joyce Emily, die erfolglos versucht, in die Gruppe aufgenommen zu werden, findet dennoch Zugang zu Jean Brodie, die ihr rät, von zu Hause wegzulaufen und im Spanischen Bürgerkrieg auf der Seite der Nationalisten zu kämpfen. Sie stirbt, als der Zug, mit dem sie reist, angegriffen wird.
Die Mädchen der Brodie-Truppe, die nun alle siebzehn Jahre alt sind, befinden sich in ihrem letzten Schuljahr und beginnen jede ihren eigenen Weg zu gehen. Mary und Jenny verlassen die Schule noch vor ihrer Abschlussprüfung. Mary wird Schreibkraft und Jenny wird Schauspielerin. Eunice beginnt eine Ausbildung zur Krankenschwester und Monica wird Wissenschaftlerin. Rose heiratet.
Sandy ist zunehmend von Teddy Lloyds hartnäckiger Liebe und seiner Religiosität fasziniert; sie durchschaut den intriganten Druck auf die naive Rose und beginnt mit 18 Jahren eine Beziehung mit Lloyd, die fünf Sommerwochen Bestand hat. Anschließend verliert sie jedoch das Interesse an diesem Mann, der immer noch viel für Jean Brodie empfindet; sie verlässt ihn, tritt zum Katholizismus über und wird Nonne. Um Jean Brodie von der Schule zu vertreiben, klärt sie die Direktorin über deren Hang zum Faschismus auf. Der Plan gelingt, und bis zu ihrem Tode ein Jahr nach Ende des Zweiten Weltkrieges ahnt Jean Brodie nicht, welche ihrer Schülerinnen sie betrogen hat.
Sandy veröffentlicht als Nonne eine weithin beachtete psychologische Abhandlung über die Natur der moralischen Erkenntnis und vertritt dort die Überzeugung, Betrug sei nur da möglich, wo man Loyalität schulde. Als ein junger Mann sie im Kloster aufsucht und wissen möchte, wie sie ein derartiges Werk habe verfassen können, erklärt sie dies mit dem Einfluss Jean Brodies in ihrer Blütezeit.

## Personen
Jean Brodie: Am Ende des Romanes beschreibt Sandy Stranger sie als eine geborene Faschistin. In der Zeit, in der sie als Lehrerin tätig war, gewann der Faschismus in Europa zunehmend Einfluss. Brodie, deren angeblich einzig wahre Liebe im Ersten Weltkrieg gefallen ist, ist eine Bewunderin von Benito Mussolini und sie hebt ihn wiederholt gegenüber ihrer Klasse als bewundernswerte Persönlichkeit hervor. Sie reist mehrfach nach Italien und kehrt begeistert zurück, weil sie glaubt, Utopia erlebt zu haben. Mit dem Aufstieg Adolf Hitlers wird Deutschland ihr Reiseziel. Hitlers Braunhemden sind ihrer Meinung nach zuverlässiger als Mussolinis Schwarzhemden.  Als Sandy sich mit Jean Brodie nach dem Ende des Zweiten Weltkrieges trifft, bezeichnet Brodie Hitler lediglich als ungezogen (im Original: Hitler was rather naughty). Die Empfänglichkeit Brodies für faschistische Ideen führt zum Tode von Joyce Emily, die von Brodie ermutigt nach Spanien reist, um dort im Bürgerkrieg zu kämpfen. Martin Stannard bezeichnet in seiner Biografie über Muriel Spark Jean Brodie als eine Närrin, die in egomanischer Unverantwortung ihre nicht ausgelebten Fantasien ihren Schülerinnen aufzwingt.
Sandy Stranger: Das als physisch wenig attraktiv beschriebene Mädchen gehört zu der Brodie-Truppe und wird im Verlauf der Handlung zur Vertrauten von Jean Brody. Sie ist gleichzeitig jedoch diejenige, die für Jean Brodies Entlassung im Jahre 1939 sorgt, weil sie zu dem Schluss kommt, dass einer Person wie Jean Brodie Grenzen gesetzt werden müssen. Sandy Stranger ist am Ende des Romanes zum Katholizismus übergetreten und lebt als Nonne in einem Kloster. Martin Stannard weist auch darauf hin, dass der Nachname sehr passe, da Sandy in vielerlei Hinsicht von ihrer Umgebung entfremdet sei und in dieser Hinsicht ihrer Erschafferin Spark gleiche.
Rose Stanley: Jean Brodie schätzt Rose als eine attraktive Blondine. Obwohl nicht ganz zutreffend, wird Rose unter den Mädchen der Brodie-Truppe ein aktives sexuelles Leben nachgesagt. Als Teddy Lloyd sie jedoch bittet, ihm Modell zu stehen, wird schnell klar, dass er an ihr keinerlei sexuelles Interesse hat. Sie ist für ihn lediglich ein geduldiges Modell. Sandy und Rose sind die zwei Mädchen, für die Jean Brodie die meisten Hoffnungen hat, dass sie eines Tages zur crème de la crème gehören werden. Anders als Sandy ist Rose jedoch in der Lage, sich von Brodies Einfluss nach Beendigung der Schule schnell zu befreien. Sie schüttelt Brodie ab wie ein „Hund, der sich Wasser aus dem Fell schüttelt.“
Mary Macgregor: Die geistig schwerfällige Mary ist Brodies Sündenbock und Prügelknabe, die die Schuld für alles, was schiefgeht, mit Gelassenheit trägt. Sie stirbt im Alter von 23 Jahren in einem Hotelfeuer, weil sie den Ausgang nicht findet.
Miss Mackay: Die Schuldirektorin hat sich zur Aufgabe gesetzt, einen Grund zu finden, um Miss Jean Brodie zu entlassen. Es ist aus ihrer Sicht Brodies Schuld, dass sich die von ihr beeinflussten Mädchen nicht in den Geist der Schule einfügen.
Miss Lockhart: Die Chemielehrerin, die angeblich ausreichend Mittel hat, um die ganze Schule in die Luft zu jagen.
Miss Gaunt: Die Lehrerin, deren Röcke aussehen, als wären sie aus Pferdedecken genäht.

## Adaptionen
Basierend auf dem Roman verfasste Jay Presson Allen  ein Theaterstück, das 1966 in London mit Vanessa Redgrave in der Hauptrolle aufgeführt wurde. Am Broadway wurde es 1968 uraufgeführt, dabei war Zoe Caldwell in der Hauptrolle zu sehen, die dafür mit einem Tony Award ausgezeichnet wurde. 1969 wurde der Roman von Ronald Neame unter dem Titel Die besten Jahre der Miß Jean Brodie mit Maggie Smith in der Hauptrolle verfilmt. Smith erhielt dafür einen Oscar. 1978 wurde eine siebenteilige Fernsehserie mit Geraldine McEwan in der Hauptrolle gedreht.

## Trivia
- Die Marcia Blaine School basiert auf der Edinburghs James Gillespie’s School for Girls, an der die junge Muriel Spark in den frühen 1930er Jahren selbst zur Schule ging.[3]
- Vorbild für die Protagonistin Jean Brodie war Sparks Lehrerin Christina Kay, von der sie zwei Jahre lang unterrichtet wurde. Spark schrieb später über diese Lehrerin, dass ihr und ihren Mitschülerinnen diese Lehrerin wegen der Dramatik und Poesie, die über allem hing, was im Klassenzimmer passierte, so deutlich im Gedächtnis blieb. Miss Kay hängte im Klassenzimmer wie Jean Brodie Abbildungen von Renaissance-Gemälden neben Plakaten auf, die marschierende italienische Schwarzhemden zeigten.[2]
- Sandy, die vor ihrem Eintritt ins Kloster für die Entlassung von Jean Brodie sorgt, heißt mit Nachnamen Stranger. Es ist Muriel Sparks versteckte Reminiszenz an den französischen Schriftsteller und Philosophen Albert Camus, dessen bekanntester Roman Der Fremde ist.[3]
- Der Roman machte Muriel Spark zu einer Größe der schottischen Literaturwelt. Einen Eindruck davon geben die Erinnerungen des Literaturkritikers John Sutherland: Es habe in den 1970er Jahren in Edinburgh kaum eine Dinnerparty gegeben, bei der man sich nicht mit anderen über besonders gelungene Passagen des Romans, Szenen aus der Theateraufführung mit Vanessa Redgrave oder dem Film mit Maggie Smith ausgetauscht habe.
- In dem Roman Crossroads von Jonathan Franzen von 2021 kauft sich die Protagonistin Marion Hildebrandt für eine Flugreise den Roman, um ihn während des Fluges zu lesen.
- Bereits in dem Roman Robinson aus dem Jahr 1958 taucht mit Ian (sic) Brodie, als einem Schwager der weiblichen Hauptfigur, ein Protagonist mit diesem Namen auf.

## Einzelbelege
1. ↑  Stannard: Muriel Spark; The Biography, S. 253.
2. 1 2   100 best novels - The prime of Miss Jean Brodie
3. 1 2 3 4  John Sutherland: How to be well read: A Guide to 500 great novels and a Handful of Literary Curiosities. Eintrag zu The Prime of Miss Jean Brodie. Random House Books, London 2014, ISBN 978-0-09-955296-3
4. ↑  The Guardian:The best British novel of all times - have international critics found it?, aufgerufen am 2. Januar 2016
5. ↑   Muriel Spark: The Prime of Miss Jean Brodie, S. 125.
6. ↑   Muriel Spark: The Prime of Miss Jean Brodie, S. 97.
7. ↑   Muriel Spark: The Prime of Miss Jean Brodie, S. 122.
8. ↑   Stannard: Muriel Spark; The Biography, S. 248
9. ↑   Stannard: Muriel Spark; The Biography, S. 249.
10. ↑   Muriel Spark: The Prime of Miss Jean Brodie, S. 118. Im Original lautet das Zitat: She shook off Miss Brodie's influence as a dog shakes pond-water from its coat. Sie heiratet kurz nach Schulabschluss.